# The Warriors EP
Albums de POD
Payable on Death Live
(1997) The Fundamental Elements of Southtown
(1999)
The Warriors EP est le premier EP du groupe de rock POD. Sorti le 4 mai 1999, c'est un album de transition de Rescue Records vers Atlantic Records. Seulement 30,000 copies ont été distribués, ce qui en fait un objet de collection et très rare à trouver. L'EP contient un message du chanteur Sonny Sandoval qui remercie les "Warriors", alias les fans de POD, pour le soutien qu'ils ont apporté au groupe durant toutes ces années avant qu'il ne signe chez Atlantic Records. Bien que produit par Atlantic Records, l'album a été en fait distribué par Tooth & Nail Records. L'EP entiera été fait pour sonner comme si toutes les chansons étaient jouées avec un phonographe, et mixées avec un faux vinyl crépitant à chaque chanson.

## Liste des titres
1. Intro (1:37)
2. Southtown (4:30)
3. Breathe Babylon (6:02)
4. Rosa Linda (1:42)
5. Draw the Line (3:14)
6. Full Color (5:53)
7. Sabbath (4:33)